# Stanisław Skowroński (dziennikarz)
Stanisław Skowroński (ur. 14 lutego 1902 w Warszawie, zm. 17 lipca 1972 w Kazimierzu Dolnym) – polski działacz państwowy i partyjny, dziennikarz i urzędnik, I sekretarz Komitetu Wojewódzkiego Polskiej Partii Socjalistycznej w Kielcach (1945–1946), poseł do Krajowej Rady Narodowej (1945–1946).

## Życiorys
Ukończył szkołę powszechną w Brześciu Litewskim, a po ewakuacji rodziny do Moskwy tamtejsze Gimnazjum Komitetu Polskiego, następnie pracował w tym mieście jako robotnik. Powrócił do Polski po I wojnie światowej, podjął naukę w Gimnazjum Władysława Giżyckiego w Warszawie i przystąpił do Związku Polskiej Młodzieży Socjalistycznej. Brał udział w wojnie polsko-bolszewikiej i trzecim powstaniu śląskim. W 1922 zdał maturę w szkole realnej dla byłych wojskowych, od 1923 przez semestr studiował historię na Uniwersytecie Warszawskim. W 1923 pracował dorywczo jako nauczyciel domowy, w kolejnych latach etatowy pracownik partyjny, naczelnik Wydziału Opieki Społecznej Zarządu Miejskiego w Lublinie (1927–1929) i pracownik Zarządu Miejskiego w Wilnie (1930–1932). Działał również w związku zawodowym samorządowców. Od 1935 do 1939 studiował w Szkole Nauk Politycznych w Wilnie, został absolwentem Akademii Nauk Politycznych w Warszawie.
W 1922 wstąpił do Polskiej Partii Socjalistycznej, należał też do Związku Strzeleckiego. W latach 1924–1930 był sekretarzem Okręgowego Komitetu Robotniczego PPS w Lublinie, w 1930 skazany na miesiąc więzienia za wystąpienia antyrządowe. W tym samym roku został sekretarzem OKR PPS w Wilnie, kierował tamtejszym oddziałem Towarzystwa Uniwersytetu Robotniczego i publikował na łamach „Robotnika”. Nawoływał do udziału w wyborach z 1938 i prezentował tendencje nacjonalistyczne, za co w 1939 zawieszono go w prawach członka partii. We wrześniu 1939 wywieziony przez Niemców z Lublina do obozu w Kleine Dexen. Pod koniec 1939 powrócił do Lublina, gdzie działał w wywiadzie Związku Walki Zbrojnej i pracował w PSS „Społem”. Po zagrożeniu aresztowaniem w 1940 wyjechał do Radomia, następnie od 1941 do 1942 zatrudniony w „Społem” w Ostrowcu Świętokrzyskim, a od 1942 do 1944 w Zarządzie Miejskim w Warszawie. W latach 1942–1943 członek konspiracyjnych Polskich Socjalistów, w 1943 podjął współpracę z Referatem ds. Prowincjonalnych Rady Pomocy Żydom „Żegota”.
W marcu 1945 wybrany do Komitetu Wojewódzkiego Polskiej Partii Socjalistycznej (lubelskiej), w kolejnym miesiącu został jego I sekretarzem, zaś w lipcu 1945 wybrany członkiem Rady Naczelnej i Centralnego Komitetu Wykonawczego PPS. Wszedł w skład redakcji partyjnego „Życia Robotniczego”. Objął fotel radnego i członka Prezydium Warszawskiej Wojewódzkiej Rady Narodowej w Kielcach, 29 grudnia 1945 oddelegowany przez nią do Krajowej Rady Narodowej. Niezadowolony z tempa ewolucji swojego ugrupowania planował przeprowadzenie wewnątrzpartyjnego puczu we współpracy z członkiem PPR Romanem Zambrowskim, jednak po jego wykryciu w czerwcu 1946 usunięty z partii, a we wrześniu tegoż roku z parlamentu. Jesienią 1946 aresztowany, jednak wkrótce później wypuszczono go i mógł rozpocząć studia na Wydziale Prawno-Ekonomicznym Uniwersytetu Łódzkiego (ostatecznie nieukończone). W 1956 został przyjęty do Polskiej Zjednoczonej Partii Robotniczej. W drugiej połowie lat 40. był dyrektorem naczelnym zakładów garbarskich w Łodzi i Krakowie. Od 1950 pracował jako naczelnik wydziałów odczytowego i organizacyjnego w Naczelnej Organizacji Technicznej, pracował w powiązanym z nią czasopiśmie „Horyzonty Techniki” (zastępca redaktora naczelnego w latach 1964–1966). Współpracował też z innymi gazetami: „Życiem Szkoły Wyższej”, „Polgosem”, „Rzemieślnikiem” i „Głosem Pracy”, w 1966 przeszedł na emeryturę.
Dwukrotnie żonaty, miał troje dzieci. Został pochowany w Kazimierzu Dolnym.

## Odznaczenia
Odznaczony Krzyżem Kawalerskim Orderu Odrodzenia Polski.